# Alice Sara Ott
Alice Sara Ott (アリス＝紗良・オット), née le 1er août 1988 à Munich, est une pianiste classique nippo-allemande.

## Biographie
Alice Sara Ott est née en 1988 à Munich, en Allemagne, d'une mère japonaise, qui a étudié le piano à Tokyo, et d'un père allemand ingénieur. Dès l'âge de 3 ans, après avoir assisté à un concert, elle décide de devenir pianiste. Selon ses propres mots, elle réalise alors que « la musique est le langage qui va au-delà des mots ». Elle commence l'apprentissage du piano à quatre ans, et atteint les finales du concours jeunes talents de Munich à l'âge de 5 ans.
À 12 ans, elle intègre le Mozarteum de Salzbourg et suit l'enseignement de Karl-Heinz Kämmerling tout en poursuivant sa scolarité à Munich. Alice Sara Ott remporte de nombreux prix, dont le premier prix au Pianello Val Tidone Competition en 2004. Elle enregistre les Études d'exécution transcendante de Franz Liszt et l'intégrale des Valses de Frédéric Chopin pour Deutsche Grammophon et se produit en Europe, au Japon et aux États-Unis.
Sa sœur cadette, Mona Asuka Ott, est aussi une pianiste professionnelle.
Le 15 février 2019, elle annonce être atteinte de sclérose en plaques.

## Prix et récompenses
Alice Sara Ott remporte de nombreux prix internationaux dont celui du concours Jugend musiziert (en) en Allemagne alors qu'elle a 7 ans. En 2002, elle devient la plus jeune finaliste du Concours international de piano d'Hamamatsu au Japon où elle remporte le Prix du Meilleur Espoir. En Allemagne en 2003, elle remporte le premier prix du Concours Bach à Köthen. En 2004, elle remporte le Pianello Val Tidone, en Italie, et le 4e EPTA (European Piano Teachers Association) concours international, en 2005.

## Discographie
Alice Sara Ott enregistre plusieurs albums pour la maison d'édition Deutsche Grammophon dont :
- 2009 — Liszt : Douze études d'exécution transcendante (juin 2008) (OCLC 458295134)
- 2010 — Chopin : intégrale des Valses (août 2009) (OCLC 475753061)
- 2010 — Liszt : Concerto pour piano no 1 et Tchaikovsky : Concerto pour piano no 1 - Orchestre philharmonique de Munich, Dir. Thomas Hengelbrock (novembre 2009) (OCLC 677926091)
- 2011 — Beethoven : Sonates pour piano no 3, op. 2 no 3 et no 21, op. 53 ("Waldstein")
- 2013 — Moussorgski : Tableaux d'une exposition et Schubert : Sonate pour piano D.850 (juillet 2012, DG 479 0088) (OCLC 827009485)
- 2015 — The Chopin Project[7]
- 2016 — Wonderland (D.G)
- 2018 — Nightfall (D.G)